# Прапор Колону

Прапор Колону

Прапор Колону — прапор панамської провінції Колон. Був прийнятий 16 серпня 1996 року муніципальною радою району Колон під головуванням Лонгіно Санчеса. Прапор, обраний з 28 пропозицій, був представлений 30 квітня 1996 року Альсібіадесом Гонсалесом. Прапор описується наступним чином - верхня смуга: світло-блакитна, що зображує величезне море, що омиває наші узбережжя; - середня смуга: біла, символізує мир і прагнення жителів Колону до єдності з рештою країни; - нижня смуга: золотисто-жовта, що символізує багатство провінції. У центрі прапора розташований герб Колону, затверджений муніципальною радою рішенням № 37 у 1927 році та урядом провінції рішенням № 1 у 1942 році.